# دهستان ورگهان
دهستان ورگهان یکی از دهستان‌های استان آذربایجان شرقی است که در بخش مرکزی شهرستان اهر واقع شده‌است. مرکز دهستان ورگهان روستای ورگهان است. 